# Marvejols
Marvejols là một xã trong vùng Occitanie, thuộc tỉnh Lozère, quận Mende, tổng Marvejols. Tọa độ địa lý của xã là 44° 33' vĩ độ bắc, 03° 17' kinh độ đông. Marvejols nằm trên độ cao trung bình là 640 mét trên mực nước biển, có điểm thấp nhất là 632 mét và điểm cao nhất là 918 mét. Xã có diện tích 12,45 km², dân số vào thời điểm 1999 là 5.501 người; mật độ dân số là 441 người/km².

## Thông tin nhân khẩu
| 1936  | 1946  | 1954  | 1962  | 1968  | 1975  | 1982  | 1990  | 1999  |
| ----- | ----- | ----- | ----- | ----- | ----- | ----- | ----- | ----- |
| 3 831 | 3 700 | 3 610 | 3 934 | 4 490 | 5 296 | 5 573 | 5 476 | 5 501 |

## Các thành phố kết nghĩa
- Cockermouth, Vương quốc Anh